# Solanum ×ajanhuiri
Espèce
Solanum ×ajanhuiri est une espèce hybride de pommes de terre amères issue du croisement d'une espèce sauvage, Solanum megistacrolobum, et d'une espèce cultivée, Solanum stenotomum. C'est une espèce diploïde dont les tubercules nécessitent d'être préparés sous forme de chuño pour pouvoir être consommés.